# Aldo Ferraresi
Aldo Ferraresi (Ferrara, 14 maggio 1902 – Sanremo, 29 giugno 1978) è stato un violinista italiano.

## Biografia
Aldo Ferraresi iniziò lo studio del violino all'età di cinque anni all'Istituto musicale Frescobaldi di Ferrara con Federico Barera e poi con Umberto Supino. A 12 anni fu ammesso al Conservatorio di Parma nella classe di Mario Corti. Proseguì gli studi con Corti all'Accademia di Santa Cecilia di Roma dove si diplomò a quindici anni. Iniziò ad esibirsi a Bologna, Ferrara, Viareggio, Firenze e in altre città di provincia. In due occasioni ebbe l’opportunità di suonare di fronte a Váša Příhoda e a Jan Kubelík che gli consigliarono di perfezionarsi con Eugène Ysaÿe. Su loro suggerimento si recò a Bruxelles e studiò con lui. Rientrato in Italia, avviò una carriera internazionale e dal 1923 fu il leader dell’‘Orchestra da camera Aldo Ferraresi’.  
Fu tra i primi violinisti a mettere in repertorio tutti i 24 Capricci di Paganini. Alcune fonti riportano che li eseguì a Fiume negli anni Venti. 
Prima della fine del conflitto, si esibì al Teatro alla Scala di Milano, alla Royal Festival Hall di Londra, in Spagna, Germania, Svizzera, Russia, Portogallo, Iugoslavia, Stati Uniti. Collaborò con H. Scherchen, H. Knappertsbusch, C. Munch, J. Barbirolli, A. Rodzinski, S. Celibidache, P. Kletzky, E. Kurz, J. Martinon, A. Cluytens, G. Poulet, A. Erede, M. Rossi, C. Zecchi, N. Sonzogno e altri. 
Nel Dopoguerra in più occasioni ebbe l’opportunità di suonare in presenza di capi di stato e di collaborare con celebri compositori-direttori (William Walton e Aram Khachaturian). Oltre all’attività di solista, fu primo violino nel Quartetto di San Remo, primo violino dell'Orchestra del Teatro San Carlo di Napoli e dell’Orchestra Sinfonica di San Remo.  Insegnò al Conservatorio di Napoli, di Bari e di Reggio Calabria. Tra i suoi allievi privati si ricordano il fratello Cesare Ferraresi, Uto Ughi. I suoi strumenti preferiti erano un Camillo Camilli e un Alessandro Gagliano. Aldo Ferraresi mancò a Sanremo nel giugno 1978.

## Discografia
- Rhine Classics RH-001 | 18CD | ALDO FERRARESI - complete recorded legacy ℗ & © 2016

## Podcasts
- 14/05/2017 | Radio Vaticana | Trasmissione su Wanda Luzzato e Aldo Ferraresi (© 2017 by Keith Goodman)
- 15/06/2017 | Deutschlandfunk | Historische Aufnahmen "Belcanto und virtuoses Feuer | Der Geiger Aldo Ferraresi"  (© 2017 by Norbert Hornig)